# Colegio Laboratorio de la Universidad de Chicago
El Colegio Laboratorio es una institución privada de enseñanza a nivel primaria y secundaria afiliada con la Universidad de Chicago, en la ciudad de Chicago, Estados Unidos de América. Fue fundado en 1896 por el pedagogo y filósofo John Dewey, considerado precursor en la formación de la persona democrática. 

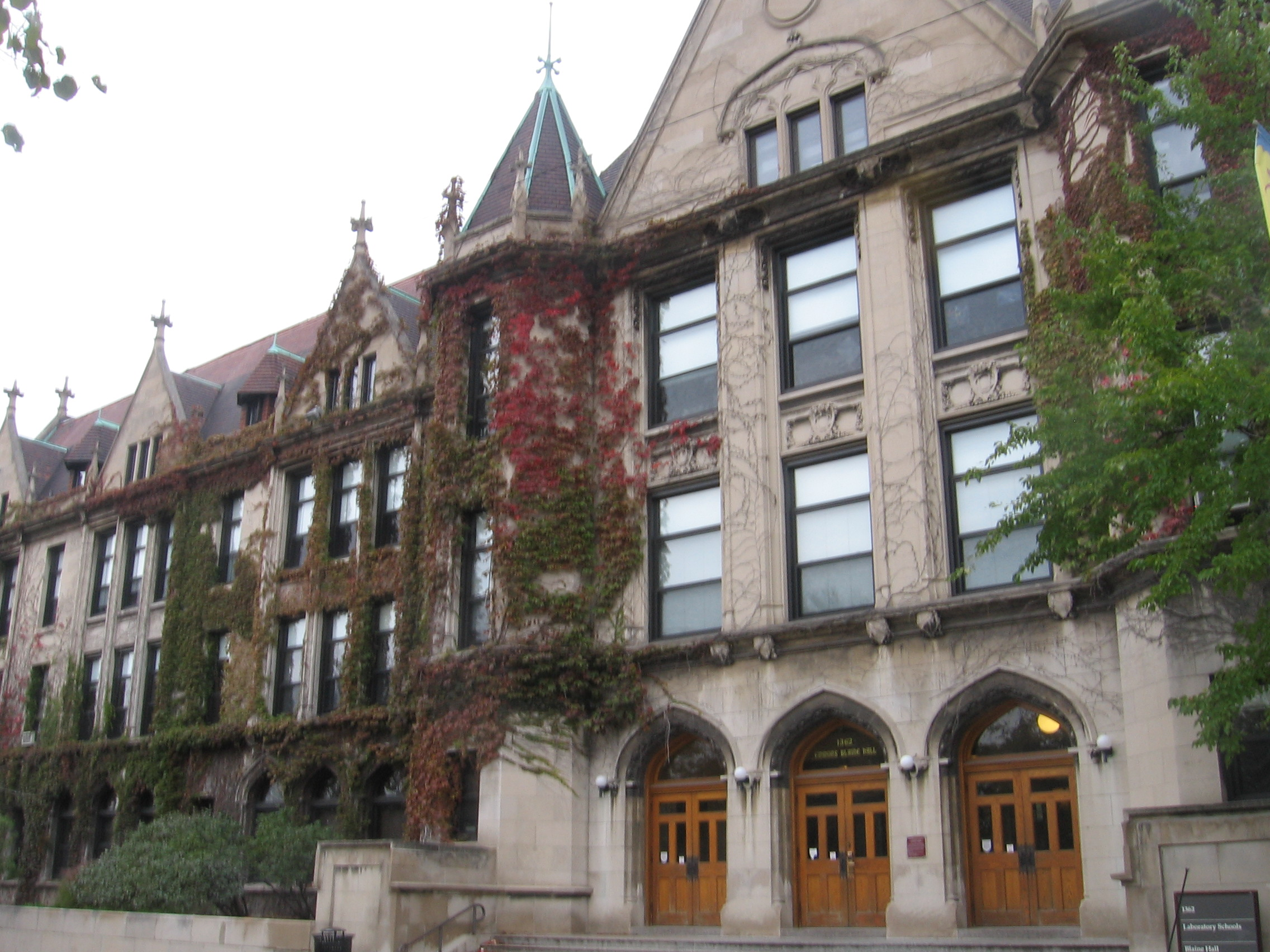
La entrada principal en el aula Blaine

## Su influencia sobre la pedagogía en elsigloXX
Esta institución fue un verdadero laboratorio para numerosas innovaciones que luego se han constituido en pilares de la educación general. En numerosos aspectos, los programas especiales de todo tipo desarrollados, fueron un espacio especialmente fértil para la experimentación a lo largo del siglo XX, y el trabajo pionero de Dewey ganó la atención de la comunidad educativa mundial. Los planes y programas de estudios centrados en los niños de El Colegio Laboratorio se caracterizaron por el abandono del aprendizaje memorístico del siglo XIX en favor de un mayor énfasis en el aprendizaje cooperativo, activo, basado en la experiencia y la práctica.

## El pensamiento de Dewey

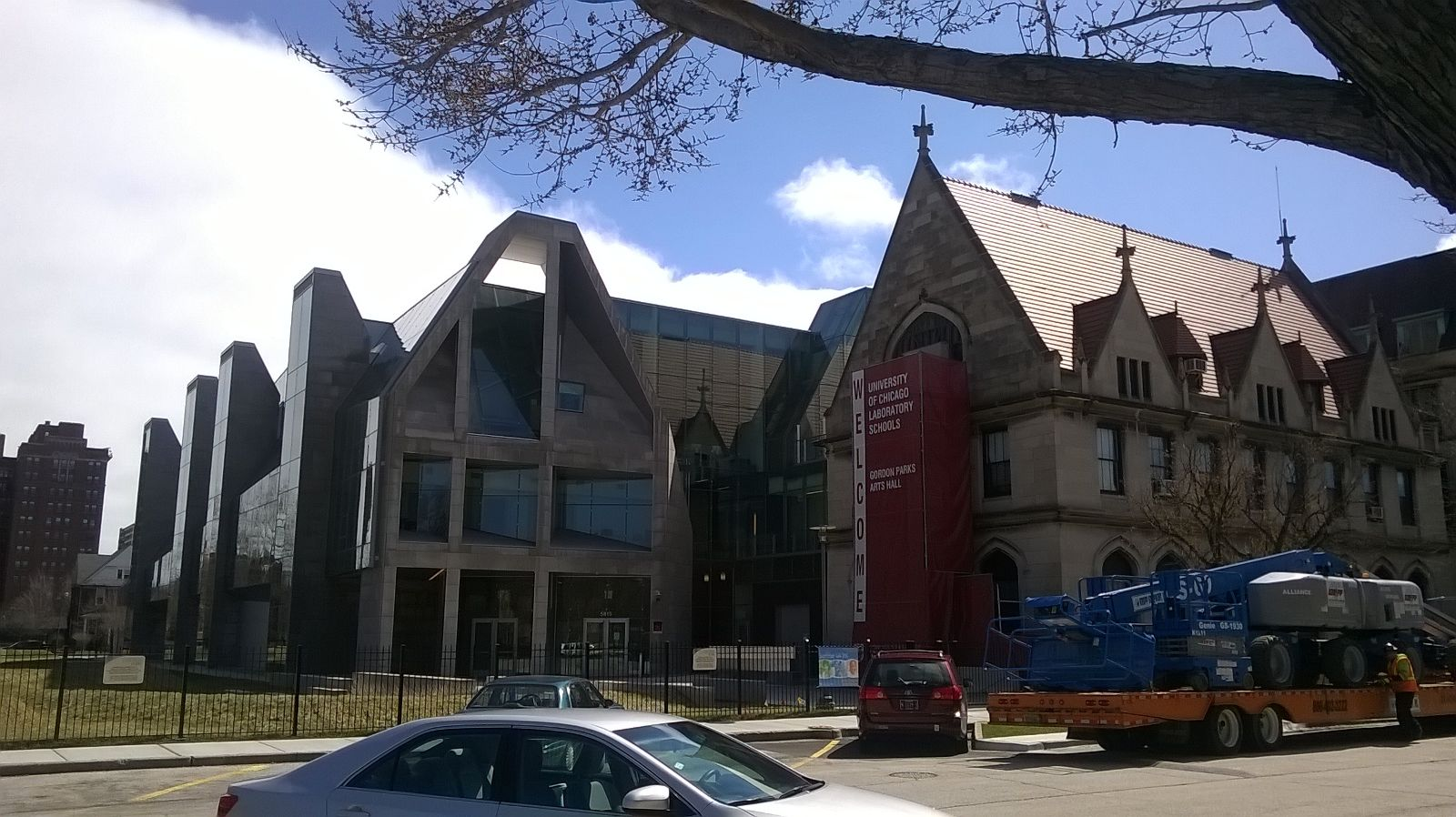
Entrada al Gordon Park Arts Hall

La transformación de los modos de operar de las escuelas y sus maestros, en relación con los niños, fue una de las mayores preocupaciones de Dewey, pues "en las salas de clase tradicionales no hay mucho espacio para que un niño pueda trabajar ... la ubicación del conjunto de pupitres está ordenado para ... tratarlos en masa, como un agregado de unidades, y pasivamente". Los métodos tradicionales de escolaridad insistían en que se aprendan las lecciones de memoria y llevaban al fracaso la intención de hacer de los colegios lugares de desarrollo de experiencias enriquecedoras para el talento creativo de los jóvenes. Dewey pensaba que los colegios, más que fuentes de adquisición de información, deben ser lugares para el desarrollo de talentos.  Al efecto, criticó enfáticamente la educación tradicional y autoritaria, por considerar que manipula al educando hacia la memorización y repetición de contenidos como resultado de la pasividad y la sumisión, condición no compatible con la democracia, pues ésta requiere de seres analíticos, dinámicos y participantes, capaces de interiorizar valores en las diversas situaciones que viven. La educación, en consecuencia, —en la expresión de Dewey— es "un proceso de vida y no una preparación para la vida".